# Reprezentacja Kanady w Pucharze Gordona Bennetta
W zawodach balonów wolnych o Puchar Gordona Bennetta poszczególne kraje mogą reprezentować maksymalnie trzy zespoły składające się z dwóch osób. Po raz pierwszy udział załogi z Kanady miał miejsce podczas 37. zawodów rozegranych w 1993 roku.

## Wyniki
Osiągnięcia drużyn w poszczególnych zawodach
UWAGA:
Oznaczenie rekordu długości lotu oraz czasu przelotu zaznaczone jest następująco:
| REKORD |

| Edycja zawodów | Data       | Miejsce zawodów                 | Lokata | Załoga                         | Balon                           | Czas lotu [h]                                  | Odległość [km]                                 |
| -------------- | ---------- | ------------------------------- | ------ | ------------------------------ | ------------------------------- | ---------------------------------------------- | ---------------------------------------------- |
| 37             | 04.10.1993 | Albuquerque (Stany Zjednoczone) | -      | Ron Martin, Danielle Francoeur |                                 | nie wystartował                                | nie wystartował                                |
| 42             | 26.09.1998 | Paryż (Francja)                 | X      | Ron Martin, Stan Wereschuk     | G-BWVM Moonshine                | zawody nie odbyły się ze względu na złą pogodę | zawody nie odbyły się ze względu na złą pogodę |
| 42             | 26.09.1998 | Paryż (Francja)                 | X      | Leo Burman, Danielle Francoeur |                                 | zawody nie odbyły się ze względu na złą pogodę | zawody nie odbyły się ze względu na złą pogodę |
| 43             | 01.10.1999 | Albuquerque (Stany Zjednoczone) | 2      | Danielle Francoeur, Leo Burman |                                 | 43:28                                          | 1562,75                                        |
| 43             | 01.10.1999 | Albuquerque (Stany Zjednoczone) | 18     | Stan Wereschuk, Ron Martin     |                                 | 33:03                                          | 374,75                                         |
| 49             | 01.10.2005 | Albuquerque (Stany Zjednoczone) | 8      | Leo Burman, Danielle Francoeur | N767SP                          | 35:11                                          | 1696,75                                        |
| 50             | 09.09.2006 | Waasmunster (Belgia)            | 4      | Danielle Francoeur, Leo Burman | D-OWML Münsterland (Warsteiner) | 70:32                                          | 1951,81                                        |